# 社會研究
社會研究是指由社會科學家以有系統方式進行的研究。社會研究方法可以分為定量研究和定性研究。
- 定量研究指的是採用量化數據，對社會現象進行經驗考察。這種方法運用統計學分析個案，以達致有效及可信的廣泛通用的結論。
- 定性研究指的是透過直接觀察、與參與者溝通或分析文本，產生關於特定研究個案（而非廣泛通用）的資訊或知識。定性研究有時強調準確度多於廣泛通用程度。

即使研究方法分為定量和定性，大部份方法蘊含二者元素。例如，定性研究往往以頗具結構的方式，為原始資料進行編碼，歸納為有系統的資訊，和量化編碼者間信度。  故此，「定量」和「定性」並非完全切割的概念。
社會科學家採用一系列的方法，分析林林種種的社會現象，包括：收集數以百萬計個人數據的人口普查、深入分析社會實驗內的單一個體、觀察近代街頭的現況、調查古代歷史文獻。社會研究方法植根於社會學和統計學，延展至其他學科，包括政治學、媒體研究、方案評估和市場調查。

## 方法
社會科學家就不同的研究技巧意見分歧。這種爭論源於社會理論的核心歷史分野（實證主義和反實證主義；結構與施為者理論）。話雖如此，定量和定性方法皆有其系統處理數據和理論。 選擇何種方法取決於研究員希望了解甚麼。例如，研究員希望為整個人口劃出廣泛通用的結論，會為有代表性的樣本人口進行問卷調查。相反，研究員希望了解影響個人社會行為背後的全盤因素，可能選擇民族誌式的參與觀察，或開放性訪問。研究經常揉合或「三角交叉」定性和定量方法，進行多策略的研究設計。

## 延伸閱讀
- C. Wright Mills, On intellectual Craftsmanship
- Appendix: The Sociological Imagination, 1959
- Earl Babbie, The Practice of Social Research, 10th edition, Wadsworth, Thomson Learning Inc., ISBN 0-534-62029-9
- Glenn Firebaugh, Seven Rules for Social Research, Princeton University Press, 2008, ISBN 978-0-691-13567-0
- W. Lawrence Neuman, Social Research Methods: Qualitative and Quantitative Approaches, 6th edition, Allyn & Bacon, 2006, ISBN 0-205-45793-2
- Charles C. Ragin, Constructing Social Research: The Unity and Diversity of Method, Pine Forge Press, 1994, ISBN 0-8039-9021-9